# 福岡資麿
福岡 資麿（ふくおか たかまろ、1973年〈昭和48年〉5月9日 - ）は、日本の政治家。自由民主党所属の参議院議員（3期）、厚生労働大臣（第28・29代）　。
内閣府副大臣（第3次安倍第1次改造内閣）、内閣府大臣政務官兼復興大臣政務官（第2次安倍内閣）、参議院議院運営委員長、同行政監視委員長、衆議院議員（1期）、自由民主党人事局長、同政務調査会厚生労働部会長、同参議院政策審議会長代理、同政務調査会長代理、同総務会長代理、同組織運動本部副本部長、自由民主党佐賀県支部連合会長などを歴任。

## 来歴
佐賀県佐賀郡川副町（現・佐賀市川副町）出身。佐賀大学教育学部附属小学校、佐賀大学教育学部附属中学校、佐賀県立佐賀西高等学校を経て、1996年3月、慶應義塾大学法学部政治学科を卒業。同年4月、三菱地所に入社。
2003年に退社し、同年、第43回衆議院議員総選挙に自由民主党公認で佐賀1区から出馬したが、民主党の原口一博に敗れ、落選した。2005年の第44回衆議院議員総選挙では前回敗れた民主党の原口を佐賀1区で破り、初当選した（原口も比例復活）。2005年初当選の議員が集まった83会の一員。
2009年の第45回衆議院議員総選挙では佐賀1区で原口に敗れ、比例復活もならず落選した。この選挙では、福岡だけでなく佐賀2区の今村雅弘も民主党候補の大串博志に敗れ（今村は比例復活）、当時の自民党佐賀県連会長であった今村は引責辞任し、後任に議席を失ったばかりの福岡が就任した。現職議員以外の県連会長就任は1956年の佐賀県連設立以来はじめてという異例の就任となった（2015年に佐賀県知事選挙敗北の責任をとり辞任）。
2010年、引退する岩永浩美より後継指名を受け、第22回参議院議員通常選挙に佐賀県選挙区から自民党公認で出馬・当選し、国政に復帰。2011年、参議院行政監視委員長に就任。2013年、第2次安倍内閣で内閣府大臣政務官（金融担当）兼復興大臣政務官に就任（2014年9月、退任）。2015年10月、第3次安倍第1次改造内閣で内閣府副大臣（金融、国家戦略特区、地方創生等担当）に就任。
2016年7月、第24回参議院議員通常選挙に佐賀県選挙区から自民党公認で出馬し再選。2023年9月19日、自由民主党参議院政策審議会長に就任。
2024年1月26日、政治資金パーティー収入の裏金問題を受け、同じく党参院幹部である、関口昌一参院議員会長、石井準一参院国会対策委員長と共に平成研究会（茂木派）を退会することを表明。同月31日、3人は退会届を提出した。
同年10月1日に発足した第1次石破内閣で厚生労働大臣に就任。同年11月11日に発足した第2次石破内閣において厚生労働大臣に留任。同月17日、10月の衆院選で佐賀県内の小選挙区で自民党候補が全敗した結果などを踏まえ、党佐賀県連会長の辞任届を提出した。

## 政策・主張

### 憲法
- 憲法改正について、2022年のNHK、毎日新聞社のアンケートで「賛成」と回答[17][18]。
- 9条改憲について、2022年の毎日新聞社のアンケートで「改正して、自衛隊の存在を明記すべきだ」と回答[18]。9条への自衛隊の明記について、2022年のNHKのアンケートで「賛成」と回答[17]。
- 憲法を改正し緊急事態条項を設けることについて、2022年のNHKのアンケートで「賛成」と回答[17]。

### 外交・安全保障
- 敵基地攻撃能力を持つことについて、2022年のNHKのアンケートで「どちらかと言えば賛成」と回答[17]。
- 普天間基地の辺野古移設について、2022年の毎日新聞社のアンケートで「どちらかと言えば賛成」と回答[18]。
- ロシアは2022年2月24日、ウクライナへの全面的な軍事侵攻を開始した[19]。日本政府が行ったロシアに対する制裁措置についてどう考えるかとの問いに対し、2022年のNHKのアンケートで「適切だ」と回答[17]。同年の毎日新聞社のアンケートで「制裁をより強めるべきだ」と回答[18]。
- 2022年6月7日、政府は経済財政運営の指針「骨太方針」を閣議決定した。NATO加盟国が国防費の目標としている「GDP比2%以上」が例示され、防衛力を5年以内に抜本的に強化する方針が明記された[20]。「防衛費を今後どうしていくべきだと考えるか」との問いに対し、2022年のNHKのアンケートで「ある程度増やすべき」と回答[17]。
- 徴用工訴訟問題や慰安婦問題などをめぐり日韓の対立が続くなか、関係改善についてどう考えるかとの問いに対し、2022年の毎日新聞社のアンケートで「韓国政府がより譲歩すべきだ」と回答[18]。

### ジェンダー
- 選択的夫婦別姓制度の導入について、2022年のNHKのアンケートで「どちらかと言えば賛成」と回答[17]。同年の毎日新聞社のアンケートで回答しなかった[18]。
- 同性婚を可能とする法改正について、2022年のNHKのアンケートで「どちらかと言えば反対」と回答[17]。同年の毎日新聞社のアンケートで「反対」と回答[18]。
- クオータ制の導入について、2022年のNHKのアンケートで回答しなかった[17]。

### その他
- アベノミクスについて、2022年の毎日新聞社のアンケートで「評価するが、修正すべきだ」と回答[18]。
- 「原子力発電への依存度を今後どうするべきか」との問題提起に対し、2022年のNHKのアンケートで「今の程度でよい」と回答[17]。
- 国会議員の被選挙権年齢の引き下げについて、2022年の毎日新聞社のアンケートで回答しなかった[18]。
- 2016年の米国大統領選挙について「ドナルド・トランプとヒラリー・クリントンのどちらを支持するか」との問いに対し、2016年の毎日新聞社のアンケートで「どちらとも言えない」と回答[21]。
- 2016年2月8日、高市早苗総務大臣は、放送局が政治的公平性を欠く放送を繰り返した場合、電波法に基づき電波停止を命じる可能性に言及した[22]。安倍晋三首相は2月15日の衆議院予算委員会で野党の批判に反論し、高市の発言を擁護した[23]。政府の姿勢をどう思うかとの問いに対し、2016年の毎日新聞社のアンケートで「問題とは思わない」と回答[21]。
- 2011年、ODA削減案に反対する超党派連合のメンバーとして名を連ねた[24][広報 4]。
- 永住外国人への地方選挙権付与、公立高校の一律無償化、法人税率の引き上げ、死刑の廃止、ベーシックインカムの導入に「反対」と回答[25][26][27][28][29]。
- 2025年3月14日の参院予算委員会にて、在日外国人に対する生活保護の支給に対して、「生活に困窮する外国人が存在している現状を踏まえれば、外国人を保護の対象外とすることは人道上の観点から適当でない」と答弁した。

## 人物

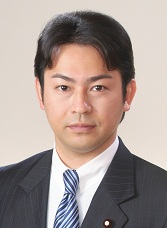
第2次安倍内閣にて内閣府大臣政務官兼復興大臣政務官就任時に公表された肖像（2013年）

- 生家は参議院議員も務めた祖父・福岡日出麿が創業した、建築資材・生コン等を販売する福岡商店[30]。
- 小学2年生より剣道を始め、中学、高校の剣道部では大将、大学の剣道部では副将を務める。全日本学生剣道大会団体戦ベスト8、全日本学生剣道選手権大会個人戦出場、早慶対抗剣道大会個人優秀選手[広報 1]。現在の段位は五段。2011年7月、全日本剣道連盟顧問に就任[広報 5]。2015年、永田町の国会議員会館内の道場で剣道の稽古中に左足アキレス腱を断裂する怪我を負っている[31]。
- 自民党有志による国会議員の世襲制限などを目指す議員連盟「新しい政治を拓く会」に参加している。自身については、2003年の初出馬時、既に祖父・福岡日出麿の死去から10数年経っていること（1986年政界引退・1990年死去）や後援会の引継ぎをおこなっていないことなどから世襲扱いされることには違和感を示している[32]。
- 家族は、妻と一男。
- 立憲民主党衆議院議員・原口一博の妻は親戚である[33]。

## 選挙歴
| 当落 | 選挙                     | 執行日         | 年齢 | 選挙区       | 政党       | 得票数     | 得票率 | 定数 | 得票順位 /候補者数 | 政党内比例順位 /政党当選者数 |
| ---- | ------------------------ | -------------- | ---- | ------------ | ---------- | ---------- | ------ | ---- | ------------------ | ---------------------------- |
| 落   | 第43回衆議院議員総選挙   | 2003年11月09日 | 30   | 佐賀県第1区  | 自由民主党 | 6万6446票  | 44.29% | 1    | 2/4                | /                            |
| 当   | 第44回衆議院議員総選挙   | 2005年09月11日 | 32   | 佐賀県第1区  | 自由民主党 | 8万4643票  | 50.35% | 1    | 1/3                | /                            |
| 落   | 第45回衆議院議員総選挙   | 2009年08月30日 | 36   | 佐賀県第1区  | 自由民主党 | 7万5475票  | 43.46% | 1    | 2/3                | /                            |
| 当   | 第22回参議院議員通常選挙 | 2010年07月11日 | 37   | 佐賀県選挙区 | 自由民主党 | 25万6673票 | 60.51% | 1    | 1/3                | /                            |
| 当   | 第24回参議院議員通常選挙 | 2016年07月10日 | 43   | 佐賀県選挙区 | 自由民主党 | 25万1601票 | 65.58% | 1    | 1/3                | /                            |
| 当   | 第26回参議院議員通常選挙 | 2022年07月10日 | 49   | 佐賀県選挙区 | 自由民主党 | 21万8425票 | 65.19% | 1    | 1/5                | /                            |

## 政治献金
- 全国たばこ販売政治連盟や全国たばこ耕作者政治連盟といったたばこ関連団体から、2010年に15万円の政治献金を受けている[34]。

## 所属団体・議員連盟
- 自民党たばこ議員連盟[広報 6]
- 神道政治連盟国会議員懇談会[35]
- みんなで靖国神社に参拝する国会議員の会[35]
- 速やかな政策実現を求める有志議員の会
- 再チャレンジ支援議員連盟
- 83会
- イクメン議員連盟
- TPP交渉における国益を守り抜く会
- オスプレイ誘致推進佐賀県民会議（顧問）[36]

## 支援団体
- 全国たばこ販売政治連盟（2022参院選組織推薦候補者）[37]

#### 広報資料・プレスリリースなど一次資料
1. 1 2 3 4 5 6 7 8 9 10 11  “プロフィール”. 福岡たかまろ参議院議員 佐賀【公式サイト】. 2024年1月30日閲覧。
2. ↑  “第3次安倍改造内閣 副大臣名簿　内閣府副大臣 福岡 資麿（ふくおか　たかまろ）”. 首相官邸ホームページ.  内閣官房内閣広報室. 2016年2月3日時点のオリジナルよりアーカイブ。2024年1月30日閲覧。
3. ↑  “第2次安倍内閣 大臣政務官名簿　内閣府大臣政務官兼復興大臣政務官 福岡 資麿（ふくおか たかまろ）”. 首相官邸ホームページ.   内閣官房内閣広報室. 2016年2月4日時点のオリジナルよりアーカイブ。2024年1月30日閲覧。
4. ↑  平成23年4月14日第一次補正予算におけるODA削減に関する勉強会
5. ↑  全日本剣道連盟HP（平成23･24年度顧問に氏名と新任を示す丸印あり）
6. ↑  “自民党たばこ議員連盟臨時総会（出席者）”. 2018年4月11日閲覧。